# Гёргесхаузен
Гёргесхаузен (нем. Görgeshausen) — община в Германии, в земле Рейнланд-Пфальц. 
Входит в состав района Вестервальд. Подчиняется управлению Монтабаур.  Население составляет 817 человек (на 31 декабря 2010 года). Занимает площадь 3,24 км².